# Casa Enric Batlló
La Casa Enric Batlló és un edifici situat al carrer de Mallorca, 259-263 i al Passeig de Gràcia, 75 de Barcelona, catalogat com a bé cultural d'interès local. En origen residencial i avui seu de l'Hotel Monument de Barcelona, va ser construït durant el període modernista, tot i que per la combinació d'elements de diferents períodes, seria més propi emmarcar-lo dins del corrent eclèctic que es va desenvolupar a les darreries del segle xix.

## Història
Va ser encarregat el 1891 per l'industrial barceloní Enric Batlló i Batlló a l'arquitecte Josep Vilaseca i Casanovas, que va col·laborar amb la família Batlló en diverses ocasions, i va quedar enllestit el 1896. Hi van participar també professionals com: Sancristòfol en el treball en ferro i Fills de Jaume Pujol i Bausis, dels de ceràmica.
A inici de la dècada del 1980, l'immoble va patir una important reforma interior per tal d'habilitar-lo com a hotel. L'establiment es va inaugurar el 1986 amb el nom d'Hotel Monument de Barcelona, propietat de l'empresa General de Relojería (GERESA) des del 1995.

## Descripció
Consta de planta baixa, entresòl, principal i tres pisos més i es cobreix amb un terrat pla transitable, on actualment hi ha la terrassa de l'hotel. La façana presenta tres nivells clarament diferenciats en alçat; d'una banda, un cos inferior que engloba les obertures de la planta baixa i d'entresòl. Un segon nivell clarament delimitat pel cos de finestres (amb balcó) del principal, primer i segon pis i, finalment un nivell superior on es desenvolupa el pis de sotacoberta, clarament diferenciat de la resta gràcies a la decoració dels paraments i el balcó corregut amb barana de ferro. L'arquitecte va solucionar el gir de la cantonada amb la construcció d'un cos poligonal que, a manera de torre, uneix els dos panys murals oberts als diferents carrers i on hi ha l'accés.
La planta baixa, destinada a espai comercial, s'obre al carrer a través de nombroses obertures que es corresponen vertical i estructuralment amb les finestres de l'entresòl. Es tracta d'unes obertures fetes en pedra i on destaca especialment el treball motllurat dels muntants que a la planta noble incorporen columnetes de fust llis i capitell vegetal. Destaca la barana de pedra que conforma el balcó ampitat de les finestres amb motius vegetals i zoomòrfics i el mur pròpiament dit, amb carreus de pedra vistos (sense revestir) que es combinen cromàtica i tipològicament (carreus rectangulars grisos i quadrats marrons). Entre les obertures es disposen -adossats al mur- uns elements a manera d'escuts. Aquest nivell d'entresòl, pren rellevància al cos torrejat, on es desenvolupa un balcó semicircular en voladís i amb barana de pedra. La finestra d'aquest pis està ricament decorada i es completa amb la decoració ceràmica del voladís del balcó que hi ha just a sobre d'ella, en aquest cas ja, amb barana de ferro.
Hi destaca el bacó corregut de pedra amb barana de ferro del principal, i que a la resta de pisos desapareix en favor de balcons individuals. A diferència del nivell inferior -amb parament de pedra- en aquest cos el material emprat és el maó vist, el color vermellós del qual contrasta amb les finestres, de pedra. Al darrer pis hi ha la galeria porticada entre pilars, on es combinen obertures amb finestra amb altres de cegades, que són la base de la decoració pictòrica i ceràmica que caracteritza aquest nivell. La façana es remata amb una cornisa en voladís, decorada amb motius vegetals i amb una mena d'arcs apuntats al lloc on coincideix amb la línia vertical de finestres.
A l'interior, l'edifici presenta un estil completament diferent al de la façana, on predominen els elements d'inspiració medieval. L'habilitació com a hotel ha suposat la conservació només d'una part del projecte arquitectònic interior original, concretament el pati interior i l'escala d'accés als pisos superiors.
L'accés es realitza a través de l'entrada monumental localitzada en la planta baixa del cos torrejat, que dona pas a un vestíbul poligonal que comunica a través d'unes escales amb un altre de major amplitud on hi ha l'escala monumental. Aquesta escala, realitzada en pedra, comunica únicament amb el pis principal, i es caracteritza per la barana -també de pedra- projectada a manera de balustre amb petites columnes amb basa i capitell esculpit. Més enllà del pis principal, per accedir a la resta de nivells, existeix una altra escala més senzilla desenvolupada al interior de la caixa creada pel celobert i que, encara conserva uns petits seients plegables als replans del diversos pisos (molt comuns en edificis on no hi havia ascensor). Destaca del celobert la gran combinació d'elements de tradició constructiva gòtica com les finestres coronelles de llinda apuntada amb mainell central, que Vilaseca reinterpreta reduint progressivament la seva amplària als pisos superiors.